# Гэлэгжамцын Лувсанцэрэн
Гэлэгжамцын Лувсанцэрэн (монг. Гэлэгжамцын Лувсанцэрэн; 12 мая 1935—2008) — выдающийся монгольский буддолог и философ, академик Монгольской АН.

## Биография
Родился 12 мая 1935 года в сомоне Улаанбадрах аймака Дорноговь в Монгольской народной республике. В 1952 году окончил десятилетнюю аймачную школу, в 1956 году — филологический факультет МонГУ, и проработал в нём преподавателем до 1963 года. В 1963—1969 годах работал в президиуме МНРП, в 1969—1973 годах представлял Монголию во Всемирной федерации демократической молодёжи в Будапеште, в 1973—1986 годах заведовал философской секцией МАН, был научным секретарём. В 1979 году стал кандидатом философских наук. В 1986—1998 годах был секретарём Азиатской буддийская конференции за мир, в 1998—2001 годах — старшим научным сотрудником философской секции МАН. В 2001 году защитил степень доктора философии и в 2001—2008 годах заведовал отделением истории монгольской философии и религиоведения, а в период с 1998 по 2008 год был директором Монгольского института буддологии. В 2002 году стал членом МАН, и в 1999—2008 годах был профессором религиоведения в МонГУ.
Центральной темой в спектре научных интересов Лувсанцэрэна была буддийская философия мадхъямаки, которой он посвятил более 60 работ, включая такие монографии, как «Нагаржунагийн философийн үзэл» (Улан-Батор, 1981), «Төв үзэл, төвшин бодлого» (Улан-Батор, 1994), «Төв үзлийн философийн үндэс» (Улан-Батор, 2006). В настоящее время наследие Лувсанцэрэна считается основным вкладом монгольской буддологии в изучение мадхъямаки.

## Награды
В 1961 году удостоился медали в честь 40-летнего юбилея Народной революции, в 1971 году — почётной трудовой медали, в 1981 году — медали в честь 60-летнего юбилея Народной революции, в 1986 году — ордена Полярной звезды, в 1991 году — медали в честь 70-летнего юбилея Народной революции, в 2001 году — медали в честь 80-летнего юбилея Народной революции. В 2002 году получил звание передового работника науки, в 2005 году — заслуженного деятеля науки, а в 2007 году — медали в честь 800-летия основания Монгольской империи.

## Произведения

### Диссертации
- Нагаржунагийн философийн сургаал, түүний хоосон чанарын далан шүлэгтийн шинжилгээ. //Философийн ухааны докторын зэрэг хамгаалсан диссертаци. УБ., 1979.
- Төв үзлийн философийн онолын үндэс. //Философийн шинжлэх ухааны докторын зэрэг хамгаалсан диссертаци. УБ., 2001.

### Монографии
- Диалектик түүхийн материализмын дээж бичиг (Хамтран зохиогч Д. Сумъяа). УБ., 1970.
- Нагаржунагийн философийн үзэл. УБ., 1981.
- Философийн орос-монгол нэр томъёо (Хамтран зохиогч Б.Самбуу). № 126—128, УБ., 1985.
- Төв үзэл төвшин бодлого. УБ., 1994.
- Монголын соёлын түүх (Г. Лувсанцэрэн нар). II боть, УБ., 1999.
- Дэлхийн шашнууд: түүх, онол (Хамтран зохиогч Э.Ариунаа). УБ., 2004.
- Төв үзлийн философийн онолын үндэс. УБ., 2006.
- Буддын гүн ухааны онол, түүхийн асуудлаас. УБ., 2008.
- Гүн ухаантан Чимидийн Жүгдэр (Хамтран зохиогч А.Жамбал). УБ., 2011.

### Участие в сборниках
- Марксист диалектикийн категориуд. УБ., 1964.
- БНМАУ-ын нийгмийн социалист харилцааны хөгжил. УБ., 1983.
- БНМАУ дахь үзэл суртлын тэмцлийн туршлагаас. УБ., 1985.
- Буддын философийн түүхээс. УБ., 1989.
- Монголын гүн ухаан, нийгэм-улс төрийн сэтгэлгээний түүхийн асуудалд. УБ., 1990.

### Статьи
- Людвиг Фейербах, германы сонгодог философийн төгсгөл. Намын амьдрал. № 6, 1965.
- БНМАУ-д шинэ хүн бүрэлдэн цогцолж ирсэн нь. Намын амьдрал. № 6, 1968.
- Марксист философи үүсч хөжсөн нь. Намын амьдрал. 1967.
- Uber die Hinuberwachsen der nationaldemokratischen Revolution in die sozialistische. //Die Grosse Oktober und die marxistisch-leninistische Philosophie. Berlin, 1978.
- Нагаржуна-философич. Философи, эрхийн судлал. Боть II. Улаанбаатар, 1978.
- К изучению философии Нагаржуны. Олон улсын монголч эрдэмтний III их хурал. Боть III, Улаанбаатар, 1979.
- Философское учение Нагаржуны о шуньяте. Общественные науки в МНР. № 2, Улаанбаатар, 1981.
- Буддологические исследования в МНР. Народы Азии и Африки. № 6, М., 1984.
- БНМАУ дахь буддын философийн судлал. Дорно дахины судлалын асуудал. № 2, Улаанбаатар, 1985.
- Махьямака-литература в Монголии. Олон улсын монголч эрдэмтний IV их хурал. Боть III, Улаанбаатар, 1986.
- Энхтайваны төлөө тэмцэл болон нийгмийн дэвшлийн диалектик нэгдэл. Философи, эрхийн судлал. Том 9, Fasc 1, Улаанбаатар, 1987.
- Principles in Mongolian Buddhism. Buddhists for Peace. No. 4, Honolulu, 1987.
- On the Sunyavada of Nagarjuna. «Jagajjyoti». Calcutta, 1988.
- Философский анализ трактата Нагаржуны Шуньятасаптати-карика. Источниковедение и текстология памятников средневековых наук в странах Центральной Азии. Новосибирск, 1989.
- Some Remarks on Madhyamaka Doctrine (Sunyavada). Tibetan Studies. Narita of Japan, 1989.
- Culture of Indian Buddhism in Mongolia. Radical conservatism. Bangkok, 1990.
- Буддын философийн төв үзлийн сэтгэлгээ Монгол оронд. Шинжлэх Ухааны Академийн мэдээ. № 2 (126), Улаанбаатар, 1992.
- On Buddhist Philosophical Literatures in Mongolia. Special issue devoted to the 70th birthday anniversary of Prof. Yusho Miyasaka. Tokyo, 1993.
- Дилов хутагтын «Ар Монголын улс төрийн дурдатгал»-ын тухай. Хоёр их хутагт. Улаанбаатар, 1995.
- Агваанбалдангийн «Гүн утгыг дурдсан дуулал» зохиолын тухай. Mongolica (An International Annual of Mongol Studies). Vol. 7 (28). Sixth International Congress of Mongolists. Vol. 7 (28). Улаанбаатар, 1996.
- Хамба лам С. Гомбожавын энх амгалангийн төлөөх зүтгэл бүтээлээс. Лавайн эгшиг. Улаанбаатар, 1996.
- Монголын нийгэм-улс төрийн сэтгэлгээний онцлогоос. Олон улсын монголч эрдэмтний VII их хурал. Mongolica Vol. 9 (30), Улаанбаатар, 1999.
- Мадхьямака философийн зарим асуудал. Философи эрхийн судлал. Боть XIV, Улаанбаатар, 1997.
- Данзанравжаа хоосон чанарын онолын сэтгэгч. Суутандаа түүх хайртай (Их говийн V ноён хутагт бөлгөө Дулдуйт ажаа Өлзийтийн хүү Агваанлувсанданзанравжаагийн ертөнц даяныг баясгасны 195 жилийн ойд зориулав). Улаанбаатар, 1998.
- Буддын шашны онолын үндэслэл ба шашны шинэтгэл. Төр, сүм хийдийн харилцаа: орчин үе. Улаанбаатар, 1998.
- Буддын философийн арга зүйн асуудлаас. Эрх чөлөө ба философи. Цуврал II, Улаанбаатар, 1998.
- Монголын гүн ухаан, нийгэм-улс төрийн сэтгэлгээний тоймоос. Манай монгол. № 1, Улаанбаатар, 1999.
- ХХ зууны Монгол дахь буддын шашны буурал, сэргэлт. ХХ зууны Монголын түүхийн зарим асуудал. Улаанбаатар, 1999.
- Хамба лам С. Гомбожавын энх амгалангийн төлөөх зүтгэл бүтээлээс. Лавайн эгшиг. Улаанбаатар, 1996.
- Монгол мэргэдийн онол, арга зүйн үндэс. Монгол иргэншлийн үлэмж өв (өгүүллийн эмхтгэл). Улаанбаатар, 2001.
- Улс төрийн үзэл санааны хөгжлийн тойм (суралцах бичгийн зүйл). Улаанбаатар, 1999.
- Данзанравжаа — төв үзлийн сэтгэгч. Түүх суутандаа хайртай. Улаанбаатар, 1999.
- Буддын онолын сургалтын уламжлал. Лавайн эгшиг. Улаанбаатар, 2000.
- Монголын бурханы шашин: уламжлал, шинэчлэлийн зарим асуудал. Глобальчлал, Монгол улсын хөгжил (Хамтран зохиогч Г. Лхагвасүрэн), УБ., 2002.
- Хоосон чанар — бүхний үндэс. Улаанбаатар, 2003.
- Орчин үеийн шашин судлалын арга зүйн хандлага. Шашин шүтэх, эс шүтэх эрх чөлөө. Улаанбаатар, 2004.
- Нагаржунагийн философи, түүний Монголд нөлөөлсөн нь (Олон улсын эрдэм шинжилгээний хуралд тавьсан илтгэл. 2004). Буддын гүн ухааны онол түүхийн асуудлаас. Улаанбаатар, 2008.
- Данзанравжаа — хоосон чанарын онолын сэтгэгч (Данзанравжаагийн мэндэлсний 200 жилийн ойд зориулсан Олон улсын эрдэм шинжилгээний хурлын илтгэлийн эмхтгэл). Эрдэнэ Ноён хутагт Данзанравжаа. I, Улаанбаатар, 2005.
- Ноён хутагт Данзанравжаагийн улааны ёсны тухайд (Данзанравжаагийн мэндэлсний 200 жилийн ойд зориулсан Олон улсын эрдэм шинжилгээний хурлын илтгэлийн эмхтгэл). Эрдэнэ Ноён хутагт Данзанравжаа. II, Улаанбаатар, 2005.
- Ганжуур, Данжуур — буддын сэтгэлгээний эрхэм дээжис. Манай Монгол. Улаанбаатар, 2005.
- Занабазар гэгээний гүн ухааны үзлээс: хоосон, амгалангийн шүтэлцээний тухай. Өндөр гэгээн Занабазарын мэндэлсний 370 жилийн ойд зориулсан эрдэм шинжилгээний хуралд тавьсан илтгэлийн эмхтгэл. Улаанбаатар, 2005.
- Revival of Mongol-Indian relations in Buddhist tradition. Энэтхэг-Монголын хооронд дипломат харилцаа тогтоосны 50 жилийн ойд зориулсан эмхтгэл. Улаанбаатар, 2005.
- Мадхьямака ном зохиол, түүний судалгааны тухайд. Энэтхэг-Монголын сурвалж соёлын хэлхээ холбоо. Улаанбаатар, 2005.
- Академич Ш. Лувсанвандан — гарамгай сэтгэгч. Академич Ш. Лувсанвандан. Улаанбаатар, 2005.
- Монголын философийн түүхийн судалгаа. Дэлхийн философийн өдөрт зориулсан эрдэм шинжилгээний бага хурлын материал. Улаанбаатар, 2005.
- Буддын гүн ухааны тэргүүлэх чиглэл. БНХАУ-ын Өвөр Монголын Үндэсний Их сургуулийн эрдэм шинжилгээний бичиг. № 4, Хөх хот, 2006.
- Амгалан, хоосны шүтэлцээ. ШУА-ийн мэдээ. № 3, 2007.
- Академич Ш. Бира — буддын судлалтан. Mongolica. 2007.
- Ч. Жүгдэр — нэрт эрдэмтэн, энх тайвны зүтгэлтэн. Философи, эрхийн судлал. Боть XXII, Улаанбаатар, 2007.
- Монголын философийн түүхийг нээсэн хүн. Улаанбаатар, 2007.
- Буддын философид Эрхэт тэнгэрийг няцаадаг нь. Философи, шашин судлал. № 2, Улаанбаатар, 2007.
- Монгол орон дахь Нагаржуна судлалын тойм. Монгол, Тайваны эрдэмтдийн хамтарсан эрдэм шинжилгээний хуралд тавьсан илтгэл. 2007.
- Ч. Жүгдэрийн буддын судлалд оруулсан хувь нэмэр. Буддын гүн ухааны онол, түүхийн асуудлаас. Улаанбаатар, 2008.
- Ариун гэгээнтнийг алсаас харахад (Кушок Бакула ринбочийн тухай тэмдэглэл). // Буддын гүн ухааны онол, түүхийн асуудлаас. Улаанбаатар, 2008.
- Монгол орон дахь буддын философийн хөгжлийн тухайд (Монгол, зөвлөлтийн буддын судлалтнуудын хамтарсан симпозиумд тавьсан илтгэл. Улаанбаатар, 1986). //Буддын гүн ухааны онол түүхийн асуудлаас. Улаанбаатар, 2008.
- «Агваанбалдан», «Аръядева», «Нагаржуна», «Танин мэдэхүйн онол». Монгол үндэсний нэвтэрхий толь. Улаанбаатар, 2009.
- Culture of Indian Buddhism in Mongolia. The Study of Mongolian literature in Tibetan. UB., 2013.